# Heterachthes concretus
Heterachthes concretus là một loài bọ cánh cứng trong họ Cerambycidae.